# Weberbach (Kainach)
Der Weberbach ist ein rund ein Kilometer langer, linker Nebenfluss der Kainach in der Steiermark.

## Verlauf
Der Weberbach entsteht im nördlichen Teil der Gemeinde Kainach bei Voitsberg, im Osten der Katastralgemeinde Gallmannsegg, östlich der Ortschaft Gallmannsegg und südlich der Ortschaft Hadergasse, am südlichen Hang eines vom Lukaskogel herstreichenen Rückens, südöstlich des Hofes Weber. Er fließt in einem flachen Linksbogen insgesamt nach Südwesten. Bei Gallmannsegg, direkt östlich der durch den Ort führenden Hauptstraße mündet er in die Kainach, die danach nach geradeaus weiterfließt. Auf seinen Lauf nimmt der Weberbach keine anderen Wasserläufe auf.